# Élections législatives thaïlandaises de 1988
Les élections législatives thaïlandaises de 1988 se sont déroulées le 24 juillet 1988 afin d'élire les 357 sièges de la Chambre des représentants, dont 179 sièges sont requis pour parvenir à la majorité absolue.
Elles mettent fin au mandat des députés de la 15e législature de la Chambre ainsi qu'à celui du Premier ministre.
Les résultats de l'élection démontrent un Parlement sans majorité : il faut alors, pour être nommé Premier ministre et former un gouvernement, former une coalition entre plusieurs partis, ce qui sera fait entre les cinq premiers partis arrivés en tête à l'élection, à savoir le Parti de la Nation thaïe (PNT) mené par Chatchai Chunhawan, le Parti de l'Action sociale (en) mené par Siddhi Savetsila, le Parti démocrate mené par Phichai Rattakul, le parti Ruam Thai mené par Narong Wongwan, et le Parti populaire thaï mené par Samak Sunthorawet. Il fut initialement prévu que ce soit Prem Tinsulanonda, Premier ministre sortant, qui reprenne la fonction, mais celui-ci a refusé, après 8 ans au pouvoir. Chatchai Chunhawan est alors nommé à la place de Tinsulanonda, reçoit la confiance de la Chambre des représentants et sera finalement nommé et investi Premier ministre le 4 août 1988.